# ウルトラマニアック
『ウルトラマニアック』は、2000年12月号から2002年12月号まで「りぼん」（集英社）で連載された吉住渉による漫画作品。およびそれを原作とした同名のテレビアニメ。いわゆる魔法少女作品である。作者がりぼん初連載当初から一度やってみたかったという魔法物。香港で放送された際のタイトルは『戀愛小魔女』、同漫画版は『魔法戀人』。

## あらすじ
中学生の立石亜由は、クールで後輩の女子生徒に大人気だが、本当は憧れの架地哲士に気に入られたくて、彼好みの女性を演じているだけだった。そんな彼女のクラスに、佐倉仁菜が転校してくるが、実は彼女はマジックキングダムからやって来た魔女っ子だったのだ。ひょんな事から、亜由は仁菜の秘密を知るも、2人は仲良くなる。仁菜は亜由を手助けしようと、魔法を使うが、いつもドジばかりで、亜由は仁菜に翻弄されっ放し。物語は、亜由と仁菜を中心としたマジカル学園コメディ。

## 登場人物
立石亜由（たていし あゆ）
声 - 堀江由衣 / イベント版では雪乃五月
本作の主人公。秀英中学校（原作では公立だが、アニメでは私立になっている）に通う中学生。クールで後輩の女子生徒から大人気だが、実は憧れの架地の好きなタイプがクール系である事を知り、彼の好みに合わせているだけであった。後に作中で結ばれる。
今まで魔法など非現実的なことは信じていなかったが、ある日偶然仁菜の秘密を知ったことから、今までの生活が大きく変わってゆく。学校では女子テニス部に所属し、部長を務める。珠子（通称：タマ）という雌の仔犬を飼っている。
原作では一軒家に住んでいるが、アニメではマンションに住んでいる。中学時代はロングヘアだったが、高校に進学後、セミロングに髪を切っている。
佐倉仁菜（さくら にな） / ニナ・サクレイル
声 - 神田朱未 / イベント版ではおみむらまゆこ
本作のもう1人の主人公。明るく直向きだが、ドジで天然ボケ。魔法中学が卒業できそうになかったため、秀英中学に留学してきた魔女っ子で、亜由を手助けすべく魔法を使うが、いつも失敗ばかり。亜由を信頼しており、秘密を知られるも親しくなる。「佐倉仁菜」という名前は留学時に定められたもの。原作では魔法をかける時に変身しないが、アニメでは大抵変身している。
原作終盤で、魔法王国の魔法学校・エトルリアに入学するため魔法王国へ帰ることになるが、その際、魔法の潜在能力が高すぎたため、アイテムなしでは制御できなかった故に落ちこぼれたことが判明する。卒業後、人間界へ戻り、亜由たちと同じ高校に通っている描写がある。
架地哲士（かじ てつし）
声 - 神谷浩史 / イベント版も同じ
亜由の同級生で、後に彼女と付き合う。好青年で、女子から大人気。原作では茶髪だが、アニメでは黒髪になっている。学校では野球部に所属する。原作では、仁菜がエトルリアから戻って来るまで魔法及び魔法王国のことを全く知らなかった。
辻合宏基（つじあい ひろき）
声 - 千葉進歩 / イベント版も同じ
同じく亜由の同級生で、架地の親友。後に仁菜と付き合う。真之介という雄の黒猫を飼っている。無口で落ち着いている。仁菜と同じく少し変わっている。テニス部所属で、腕前は抜群。原作では単行本を全巻持っているほどのド○えもん好き。
リオ
声 - 高木礼子
仁菜のペットの雄猫。原作では魔法のかかったキャンディーを食べて人間に変身する。アニメでは自力で変身でき、スパゲッティが好物。由多のことは虐められた経緯があり苦手。
桐島由多（きりしま ゆた） / ユタ・キリシア
声 - 林勇
ニナの幼馴染。原作では、校舎を半壊して退学させられ、仁菜が通っている中学に留学してきた。アニメでは留学はせず、時折人間界に来ている。
仲村紗也香（なかむら さやか）
魔法王国出身の魔女の母を持つ、ユタの恋人。近寄りがたい雰囲気の美人で彼に出会う前まで親しい友人や恋人がおらず、秀英中学校のアイスドールと呼ばれていた。中学の頃はストレートのロングヘアだったが、高校進学後、髪をショートカットに切っている。原作のみに登場。
桐島美斗（きりしま みと） / ミト・キリシア
ユタの姉で、もちろん魔女。秀英中学校の数学教師。原作のみに登場。
織原マヤ（おりはら マヤ） / マヤ・オルフェリア
声 - 千葉紗子
魔法学校校長の娘。仁菜の幼馴染み兼ライバルで、彼女と同じく魔女っ子である。性格に腹黒いところと自己中心的な面が見られ、仁菜と同じく魔法の修行のため人間界にやってきた。変な薬を作るのが趣味だが、それにはちゃんとした理由があるようだ。カメレオンのルルと、オレンジのバンダナを付けているカラスのチルを飼っている。とある理由でホーリーストーンへの執着が強く時折手段を選ばないこともある。
アニメ版のオリジナルキャラクターであったが、原作最終回後の番外編では友達として紹介されている。
川中島純（かわなかじま じゅん）
声 - 山岸功
アニメ版オリジナルキャラクター。亜由の同級生の少年。仁菜の秘密を探ろうとするが実は仁菜に好意を抱いており、秘密を探るといいながらも水着姿を撮ろうと一瞬考えたり、終盤では全てのホーリーストーンを手に入れようと魔法の力で暴走にマヤに対して「自分は佐倉仁菜のファン」ですと豪語したりするなど。
パソコン
声 - 野川さくら
仁菜の持つパソコン。本編では声はエフェクト処理がかけられている。

## 書誌情報
- りぼんマスコットコミックス 全5巻
  - 第1巻 2002年8月発行 ISBN 4-08-856393-X
  - 第2巻 2003年1月発行 ISBN 4-08-856431-6　
  - 第3巻 2003年6月発行 ISBN 4-08-856467-7
  - 第4巻 2003年12月発行 ISBN 4-08-856507-X
  - 第5巻 2004年5月発行 ISBN 4-08-856535-5

- 集英社文庫（コミック版） 全3巻
  - 第1巻 2014年6月発行 ISBN 4-08-619503-8
  - 第2巻 2014年6月発行 ISBN 4-08-619504-6
  - 第3巻 2014年7月発行 ISBN 4-08-619505-4

## OVA版
2002年8月6日、7日に開催された「りぼんおたのしみ祭2002」で、イベント用に制作されたアニメ。1話分製作。『りぼん』2002年11月号でアニメビデオが応募者全員サービスされた。ビデオには『満月をさがして』のイベント用アニメも同時収録されている。
キャスト
- 立石亜由 - 雪乃五月
- 佐倉仁菜 - 麻績村まゆこ
- 架地哲士 - 神谷哲史
- 辻合宏基 - 千葉進歩
- 審判 - 川村拓夫
- 1年女子 - 有園司、猪口有佳、椿理沙
- 2年女子 - 城雅子、中尾友紀
- 男子 - 矢薙直樹、小野大輔、武内健

スタッフ
- 脚本 - 大江泰子
- 文芸担当 - 加藤久佳
- キャラクターデザイン・総作画監督 - 下笠美穂
- 作画監督 - 小林明美
- 美術監督 - 高橋和博
- 撮影監督 - 小西一廣
- 音響監督 - 松岡裕紀
- 監督・演出・絵コンテ - 島崎奈々子

## テレビアニメ
2003年に全26話のシリーズが製作、アニマックスで放送された。アニメだけのオリジナルキャラクターもいる。DVDや再放送の時には作画が修正されている部分がある。

### スタッフ
- 原作 - 吉住渉
- 監督 - 政木伸一
- シリーズ構成 - 丸尾みほ
- キャラクターデザイン - 下笠美穂
- 総作画監督 - 藤井まき
- 美術監督 - 高橋和博
- 色彩設定 - 田村智美
- 撮影監督 - 大熊義明
- 編集 - 田熊純
- ビデオ編集 - 東京現像所
- 音響効果 - 古宮理恵（アニメサウンド）
- 音楽 - 湯川徹
- 音響監督 - 松岡裕紀
- プロデューサー - 平瀬清範、佐藤直美、宿利剛、成毛克憲
- アニメーション制作 - 葦プロダクション
- 制作協力 - アニマックスブロードキャスト・ジャパン
- 製作 - ウルマニプロジェクト

### 主題歌
オープニングテーマ「鏡の中」
エンディングテーマ「ひとつ＝運命共同体」
作詞 - TAPIKO / 作曲 - POM / 編曲 - can/goo&時乗浩一郎 / 唄 - can/goo

### 各話リスト
※サブタイトルは頭文字がアルファベット順となっている。
| 話数 | サブタイトル                     | 脚本         | 絵コンテ       | 演出           | 作画監督          |
| ---- | -------------------------------- | ------------ | -------------- | -------------- | ----------------- |
| 1    | Ayu&Nina（亜由とニナと電子魔法） | 丸尾みほ     | 政木伸一       | 政木伸一       | 藤井まき          |
| 2    | Boy meets girl                   | 丸尾みほ     | 小島多美子     | 小島多美子     | 山下喜光          |
| 3    | Change over                      | 綾乃小路     | 藤原良二       | 藤原良二       | 文月真            |
| 4    | D.C（Da capo）                   | 丸尾みほ     | いわもとやすお | いわもとやすお | 杉山東夜美        |
| 5    | Enigma                           | 丸尾みほ     | 木村隆一       | 石川敏浩       | 高岡淳一          |
| 6    | Fight over                       | 綾乃小路     | 伊藤真朱       | 伊藤真朱       | 野口和夫 杉本光司 |
| 7    | Gigantic pets                    | 酒井あきよし | 小林一三       | 大庭秀昭       | 江森真理子        |
| 8    | Hello, little girls              | 金春智子     | 藤原良二       | 藤原良二       | 杉本光司 岡田豊広 |
| 9    | Item                             | 丸尾みほ     | いわもとやすお | 箕ノ口克己     | 杉山東夜美        |
| 10   | Jack straw                       | 池田眞美子   | いわもとやすお | 桝井剛         | 山崎輝彦          |
| 11   | Knight spirit                    | 江夏由結     | 木村隆一       | 木宮茂         | 野口和夫          |
| 12   | Lovesick night                   | 丸尾みほ     | 大庭秀昭       | 大庭秀昭       | 佐野英敏          |
| 13   | Magic vest                       | 丸尾みほ     | 桝井剛         | 桝井剛         | 權恩京 服部益実   |
| 14   | Negative girl                    | 金春智子     | いわもとやすお | いわもとやすお | 杉本光司          |
| 15   | Orange stone                     | 丸尾みほ     | 江上潔         | 石川敏浩       | 石井和彦          |
| 16   | Pinch hitter                     | 丸尾みほ     | 木村隆一       | 木村隆一       | 波風立流          |
| 17   | Quest                            | 江夏由結     | 大庭秀昭       | 大庭秀昭       | 粟井重紀          |
| 18   | R&B                              | 丸尾みほ     | 小島多美子     | 小島多美子     | 森川均            |
| 19   | Stand by me                      | 丸尾みほ     | いわもとやすお | いわもとやすお | 杉本光司 石井忠太 |
| 20   | Tangle                           | 丸尾みほ     | 江上潔         | 桝井剛         | 山沢実 花輪美幸   |
| 21   | Untangle                         | 丸尾みほ     | 政木伸一       | 木村隆一       | 波風立流          |
| 22   | Virgin love                      | 丸尾みほ     | 大庭秀昭       | 桝井剛         | はっとりますみ    |
| 23   | Wonderful night                  | 丸尾みほ     | 小島多美子     | 小島多美子     | 森川均            |
| 24   | X-Day                            | 丸尾みほ     | 江上潔         | 佐々木勝利     | 杉本光司          |
| 25   | Yes, I like you                  | 丸尾みほ     | 木村隆一       | 石川敏浩       | 津田崇            |
| 26   | Zoom in                          | 丸尾みほ     | 政木伸一       | 政木伸一       | 波風立流          |

### CD
- ウルトラマニアック キャラクターソング&BGM集「Magical Songs」（2003年8月27日、KICA-612）
- ウルトラマニアック Nina & Ayuユニットマキシ「恋して 夢見て KISSして…」（2003年9月26日、KICM-3047）